# Ceresium casilelium
Ceresium casilelium är en skalbaggsart som beskrevs av J. Linsley Gressitt 1956. Ceresium casilelium ingår i släktet Ceresium och familjen långhorningar. Inga underarter finns listade i Catalogue of Life.